# Gerd Zimmermann (Schiedsrichter)
Gerd Zimmermann (* 22. April 1951 in Kiel-Wik) ist ein ehemaliger deutscher Fußballschiedsrichter.

## Leben
Zimmermann wuchs überwiegend in Elmschenhagen auf. Bei der TuS Schwarz-Weiß Elmschenhagen spielte er Fußball und Tischtennis. Nach einer Verletzung widmete er sich im Fußball dem Schiedsrichterwesen. Zimmermann wurde Mitglied des Suchsdorfer SV.
Er leitete zwischen 1983 und 1989 insgesamt 44 Spiele in der Fußball-Bundesliga und zwischen 1980 und 1989 58 Spiele in der 2. Fußball-Bundesliga. Im Europapokal und in Länderspielen wurde Zimmermann als Linienrichter eingesetzt. 1987 wurde ihm die Leitung des Endspiels im DFB-Pokal der Frauen übertragen, das der TSV Siegen in Berlin mit 5:2 gegen den STV Lövenich gewann.
Als Fußballtrainer betreute Zimmermann unter anderem die Kieler Stadtauswahl. Bereits als junger Erwachsener betätigte er sich auf Vereins- und Verbandsebene auch als Funktionär. Von 1977 bis 1982 war er Kassenwart und von 1995 bis 2011 Vorsitzender des Kreisfußballverbands Kiel. Zwischen 2012 und 2015 übte er beim Suchsdorfer SV das Amt des Vereinsvorsitzenden aus. Vom Schleswig-Holsteinischen Fußballverband wurde Zimmermann mit der Goldenen Ehrennadel ausgezeichnet.
Zimmermann lernte nach dem Schulbesuch Versicherungskaufmann und ging hernach zur Bundeswehr, bei der er acht Jahre tätig war und in Neumünster einer Feldjäger-Einheit angehörte. Er erlangte die Fachhochschulreife und wurde Beamter bei der Bundesbank. Später war er bei der Stadt Kiel dem Stadtpräsidenten zugeordnet und unter anderem für die Pflege der Beziehungen zu drei ausländischen Partnerstädten zuständig.